# 大和田始
大和田 始（おおわだ はじめ、1949年 - ）は、日本の評論家、翻訳家。

## 略歴
宮崎県生まれ。慶應義塾大学法学部政治学科卒業。1972年に「季刊NW-SF」5号の「遊侠山野浩一外伝」で評論家デビュー、「SFマガジン」掲載のロバート・シルヴァーバーグ「太陽踊り」の訳で翻訳家デビュー。以降、「SF論叢」、「トーキングヘッズ」等に参画。
実父に詩人・フランス文学者の服部伸六、伯父に翻訳家・小説家の神戸政郎。
日本SF作家クラブ会員。SF Prologue Wave編集部所属。

## 翻訳
- 『パステル都市』（M・ジョン・ハリスン、サンリオ、サンリオSF文庫） 1981
- 『コンクリートの島』（J・G・バラード、国領昭彦共訳、NW-SF社、NW-SFシリーズ） 1981、のち改題『コンクリート・アイランド』（太田出版） 2003
- 『世界Aの報告書』（ブライアン・W・オールディス、サンリオ、サンリオSF文庫） 1984
- 『蒸気駆動の少年』（ジョン・スラデック、柳下毅一郎編、柳下毅一郎, 浅倉久志, 伊藤典夫, 大森望, 風見潤, 酒井昭伸, 野口幸夫, 山形浩生, 若島正共訳、河出書房新社、奇想コレクション） 2008
- 『ヴィリコニウム : パステル都市の物語』（M・ジョン・ハリスン、アトリエサード、TH Literature Series） 2022